# Tie uuteen päivään
"Tie uuteen päivään" ("Caminho para um novo dia") foi a canção que representou a televisão pública finlandesa no Festival Eurovisão da Canção 1971, interpretada em finlandês por Markku Aro & Koivistolaiset. Foi a 17.ª canção a ser cantada na noite do festival, a seguir à canção jugoslava "Tvoj dječak je tužan", interpretada por Krunoslav Slabinac e antes da canção norueguesa "Lykken er", interpretada por Hanne Krogh. No final, terminou em oitavo lugar (entre 18 países), tendo obtido um total de 84 pontos. A canção fala-nos do progresso da humanidade a caminho de "um novo dia", argumentando que não há que ter medo disso.

## Autores
- Compositor: Rauno Lehtinen
- Letrista:   Rauno Lehtinen
- Orquestrador: Ossi Runne